# پروژه اویلر
پروژه اویلر(به انگلیسی: Project Euler) (به نام لئونارد اویلر) وبگاهی است که به حل مسائل ریاضی اختصاص دارد. این پروژه دانشجویان علاقه‌مند به ریاضی و برنامه‌نویسی کامپیوتر را به خود جذب کرده و تا تاریخ ۱۲ ژوئیه ۲۰۲۱، شامل ۷۹۳ مسئله با سختی‌های متفاوت است.
در این وبگاه از سراسر کشورها با زبان‌های برنامه‌نویسی متفاوت دیدگاهشان را درباره مساله به اشتراک‌می گذارند. 
این سوالات ، چالشی هستند برای برنامه‌نویسان با سطوح مختلف که بتوانند با نوشتن دستوری مناسب ، سوالات ریاضیات را پاسخ دهند و توانایی خود را محک بزنند یا حتی ملزم به یادگیری شوند!